# 小行星6989
小行星6989（英語：6989 Hoshinosato）是一颗围绕太阳公转的小行星。1994年12月6日，小林隆男在大泉町发现了此天体。
这颗小行星的绝对星等为133.2680593413833等。